# Петов-Штеген
Петов-Штеген (нім. Pätow-Steegen) — громада в Німеччині, розташована в землі Мекленбург-Передня Померанія. Входить до складу району Людвігслуст-Пархім. Складова частина об'єднання громад Гагенов-Ланд.
Площа — 10,66 км2. Населення становить 405 ос. (станом на 31 грудня 2020).